# Il problema dei tre corpi
Il problema dei tre corpi (三體T, 三体S, Sān tǐP, lett. "Tre corpi") è un romanzo di fantascienza scritto nel 2006 dall'autore cinese Liu Cixin.
È il primo romanzo della trilogia Memoria del passato della Terra (地球往事S, Dìqiú wǎngshìP), ma i lettori cinesi di solito si riferiscono alla serie usando il titolo del primo romanzo. Il secondo e il terzo romanzo della trilogia si intitolano rispettivamente La materia del cosmo (黑暗森林S, Hei'an SenlinP, lett. "La foresta oscura"). e Nella quarta dimensione (死神永生S,  Sǐshén yǒngshēngP, lett. "Morte immortale").
La serie descrive un passato, un presente e un futuro immaginari nei quali, nel primo libro, la Terra entra in contatto con una civiltà aliena di un vicino sistema stellare composto da tre stelle simili al Sole che orbitano l'una intorno all'altra in un instabile sistema a tre corpi.
Il titolo fa riferimento al problema dei tre corpi in astrodinamica. 

## Storia editoriale
Il romanzo è stato pubblicato a puntate sulla rivista cinese Kehuan shijie tra maggio e dicembre 2006 e in volume unico nel 2008, diventando uno dei romanzi di fantascienza cinese di maggior successo degli ultimi due decenni.
Nel 2006 il romanzo ha ricevuto il prestigioso Premio Yinhe (Galaxy) della fantascienza cinese oltre a molti altri riconoscimenti nel corso degli anni.
Nel 2012 la CEPIEC (China Educational Publications Import and Export Corporation) ha dato l'incarico di tradurre in inglese The Three-Body Problem all'autore di fantascienza cino-americano Ken Liu, per il primo e l'ultimo volume e al traduttore Joel Martinsen per il secondo volume; nel 2013 è stato annunciato che la serie sarebbe stata pubblicata negli Stati Uniti dalla Tor Books e nel Regno Unito dalla Head of Zeus.
La traduzione inglese di Ken Liu è stata pubblicata dalla Tor Books nel 2014 con il titolo The Three-Body Problem e nel 2015 è diventata il primo romanzo asiatico in assoluto a vincere il Premio Hugo venendo candidato anche al Premio Nebula per il miglior romanzo.
Le traduzioni di Liu e Martinsen dei romanzi contengono note a piè di pagina che spiegano i riferimenti alla storia cinese che potrebbero non essere familiari al pubblico internazionale. Inoltre, è stato modificato l'ordine dei capitoli del primo volume: nella versione tradotta i capitoli che si svolgono durante la Rivoluzione culturale compaiono all'inizio del romanzo, invece che nel mezzo come nella versione a puntate del 2006 e in quella in volume pubblicata nel 2008; secondo l'autore, questi capitoli erano stati originariamente intesi come apertura, ma furono spostati dai suoi editori per evitare di attirare l'attenzione dei censori del governo.
Una traduzione in italiano dall'inglese di Benedetta Tavani è stata pubblicata nel 2017 dalla Arnoldo Mondadori Editore.

## Trama
Nella Cina della rivoluzione culturale, un progetto militare segreto cerca di contattare intelligenze aliene inviando segnali nello spazio da una base denominata Costa Rossa. Una scienziata di nome Ye Wenjie, epurata politicamente a causa delle sue idee, è membro del progetto.
Nel presente uno scienziato di nome Wang Miao, che lavora sulle nanotecnologie, si ritrova ad avere strane visioni, tra cui un conto alla rovescia, che lui solo è in grado di vedere, visioni che lo portano a indagare su questo strano fenomeno. Durante le sue indagini si imbatte in un videogioco in realtà virtuale chiamato Tre Corpi in cui il giocatore deve trovare il modo di far sopravvivere una popolazione che vive in un mondo che alterna Ere dell'ordine in cui la civiltà può nascere e svilupparsi ed Ere del Caos in cui la vita viene quasi totalmente sterminata.
Otto anni dopo l'invio del segnale dalla base Costa Rossa viene captata una risposta. L'entità che ha risposto afferma di essere un pacifista in un pianeta bellicoso e avverte pertanto di non rispondere ulteriormente se si vuole evitare di essere identificati e invasi. Ye Wenjie tuttavia, disgustata dal genere umano, decide di rispondere invitando l'alieno a invadere la Terra, affinché possano in questo modo risolvere i problemi umani. Wang Miao, dopo aver proposto diverse teorie fallimentari nel gioco Tre Corpi, riesce ad arrivare alla soluzione corretta: il pianeta in cui è ambientata la simulazione è situato in un sistema a tre stelle, e i continui cambiamenti sono dovuti al movimento del pianeta influenzato dalla gravità dei tre soli.
Scoperta la verità, Wang Miao viene messo al corrente dell'esistenza dei trisolariani e apprende che il gioco era in realtà un sistema di reclutamento. Scopre così che l'esistenza dei trisolariani è nota ai governi di tutto il mondo e che, così come le forze armate e i governi mondiali si preparano ad affrontarli in battaglia, c'è anche un nutrito gruppo di terrestri (Organizzazione Terra-Trisolaris), guidati da Ye Wenjie, che collabora con gli alieni per sostenere l'invasione.

## Personaggi

### Famiglia YE
YE Zhetai (叶哲泰S)Fisico, professore all'Università Tsinghua
SHAO Lin (绍琳S)Fisica, moglie di YE Zhetai
YE Wenjie (叶文洁S)Astrofisica, figlia di YE Zhetai
YE Wenxue (叶文雪S)Sorella di YE Wenjie, Guardia Rossa

### Base Costa Rossa (1969-1982)
BAI MulinGiornalista di <<Grandi produzioni>>, donò a YE Wenjie una copia di Primavera silenziosa
CHENG LihuaQuadro comunista che interrogò YE Wenjie
LEI Zhicheng (雷志成S)Commissario politico della base Costa Rossa
YANG Weining (杨卫宁S)ingegnere capo della base Costa Rossa, ex studente di YE Zhetai
FENGAmica di YE Wenjie durante il soggiorno a Qijiatun

### Presente (2007)

#### Scienziati
DING Yi (丁仪S)Fisico teorico, compagno di YANG Dong
WANG Miao (汪淼S)Ricercatore sui nanomateriali
LI YaoMoglie di WANG Miao
YANG Dong (杨冬S)Teorica delle stringhe, figlia di YE Wenjie e YANG Weining

#### Militari
SHI Qiang (史强S)Detective di polizia, amico di WANG Miao, soprannominato Da Shi
CHANG Weisi (常伟思S)Generale maggiore dell'Esercito popolare di liberazione
Colonnello STANTON (斯坦顿S)Marine degli Stati Uniti

#### Frontiere della Scienza e Organizzazione Terra-Trisolaris
WEI Cheng (魏成S)Genio matematico, ideatore dell'approccio stocastico la soluzione del problema dei tre corpi
SHEN Yufei (申玉菲S)Fisica giapponese, moglie e protettrice di WEI Cheng, membro di Frontiere della Scienza, introdusse WANG Miao al gioco Tre Corpi
PAN Han (潘寒S)Biologo, membro di Frontiere della Scienza, propugnatore del ritorno a una vita pastorale
SHA Ruishan (沙瑞山S)Astronomo, studente di YE Wenjie
Mike EVANS (麦克·伊文斯S)Rampollo di un magnate del petrolio, fondatore dell'Organizzazione Terra-Trisolaris

## Curiosità
Liu Cixin ha affermato che l'ispirazione per scrivere il romanzo è nata mentre assisteva a un'amichevole tra la squadra di calcio italiana della Sampdoria e la nazionale cinese.

## Adattamento televisivo
Il 21 marzo 2024 su Netflix è stata pubblicata la prima stagione della serie televisiva Il problema dei 3 corpi, tratta dal romanzo.

## Edizioni
- Liu Cixin, Il problema dei tre corpi, traduzione di Benedetta Tavani (dall'inglese), traduzione in inglese dall'originale cinese di Ken Liu, Oscar Fantastica, Arnoldo Mondadori Editore, 2017, ISBN 9788804680604.